# Samsung Galaxy M33
El Samsung Galaxy M33 (o Samsung Galaxy M33 5G) es un teléfono inteligente de gama media-baja fabricado por Samsung, parte de la serie Samsung Galaxy M. Fue anunciado el 4 de marzo y lanzado el 22 de abril de 2022.

## Características

### Hardware
El Galaxy M33 5G es un smartphone con factor de forma de tipo slate, cuyas dimensiones son 165,4 × 76,9 × 9,4 mm, pesando 215 gramos (en Europa: dimensiones 165,4 × 76,9 × 8,4 mm, peso 198 g).
El dispositivo está equipado con conectividad GSM, HSPA, LTE y 5G, Wi-Fi 802.11 a/b/g/n/ac de doble banda con Wi-Fi Direct y soporte para hotspot, Bluetooth 5.1 con A2DP y LE, GPS con A- GPS, BeiDou, GALILEO, GLONASS y QZSS y NFC. Tiene un puerto USB-C 2.0 y una entrada jack de audio de 3,5 mm.
Cuenta con una pantalla táctil capacitiva de 6,6 pulgadas de diagonal, tipo Infinity-V TFT LCD, esquinas redondeadas y resolución FHD+ de 1080×2408 píxeles. Admite una frecuencia de actualización de 120 Hz. Utiliza Gorilla Glass 5 como protección.
Tiene una batería de polímero de litio de 6000 mAh no extraíble por el usuario. Admite carga ultrarrápida de 25 W.
Su chipset es un Samsung Exynos 1280 con una CPU de ocho núcleos (2 núcleos a 2,4 GHz + 6 núcleos a 2 GHz). Tiene una memoria interna del tipo eMMC 5.1 de 128 GB ampliable con microSD hasta 1 TB, mientras que la memoria RAM es de 6/8 GB.
Su cámara trasera tiene un sensor principal de 50 megapíxeles, con apertura f/1.8, un sensor ultra gran angular de 8 MP, un sensor de profundidad de 2 MP y un sensor macro de 2 MP, cuenta con autofoco PDAF, modo HDR y flash LED, capaz de grabar video 4K a 30 cuadros por segundo, y tiene una única cámara frontal de 8 MP capaz de grabar video en Full HD @ 30 fps y soporta HDR.

### Software
El sistema operativo utilizado es Android 12. Tiene la interfaz de usuario UI 4.1.
Más adelante se actualizó a Android 13 con One UI 5.0 y luego se actualizó a la versión 5.1.